# 가제목
가제목(假題目, working title) 또는 줄여서 가제(假題)는 영화, 게임, 소설, 음반 등의 대중 매체가 발매되기 전에 정해지는 임시 제목을 말한다. 가제목이 그대로 확정되는 경우도 있지만, 바뀌어서 나오는 경우도 있다.

## 같이 보기
- 가명